# Todendorf
Todendorf est une commune allemande du Schleswig-Holstein, située dans l'arrondissement de Stormarn (Kreis Stormarn), à sept kilomètres au sud-est de la ville de Bargteheide. Todendorf fait partie de l'Amt Bargteheide-Land (« Bargteheide-campagne ») qui regroupe huit communes autour de Bargteheide.